# Молодой лейтенант
«Молодой лейтенант» (фр. Le Petit Lieutenant) — криминальная драма французского режиссёра Ксавье Бовуа. Премьера картины состоялась 31 августа 2005 года в рамках Венецианского кинофестиваля.

## Сюжет
Париж. После трёхлетнего перерыва майор Каролин Водье возвращается на службу в отдел по расследованию убийств. Одновременно с ней на стажировку поступает недавно окончивший обучение лейтенант Антуан Деруэр, оставивший в Гавре жену-учительницу. Вскоре обнаруживают труп бездомного поляка. Во время расследования Антуана смертельно ранит подозреваемый. Для Каролин оказывается делом чести разыскать убийцу молодого лейтенанта.

## В ролях
| Актёр          | Роль               |
| -------------- | ------------------ |
| Натали Бай     | Каролин Водье      |
| Джалиль Леспер | Антуан Деруэр      |
| Рошди Зем      | Соло               |
| Антуан Шаппе   | Луи Малле          |
| Жак Перрен     | судья Серж Клермон |
| Брюс Майерс    | англичанин         |

## Награды и номинации
- 2005 — Премия «Label Europa Cinemas» Венецианского кинофестиваля — Ксавье Бовуа[3]
- 2006 — Премия «Сезар»[4]:
  - лучшая женская роль — Натали Бай
  - номинация на лучший фильм — Ксавье Бовуа
  - номинация на лучшую мужскую роль второго плана — Рошди Зем
  - номинация на лучшую режиссуру — Ксавье Бовуа
  - номинация на лучший оригинальный сценарий — Ксавье Бовуа, Гийом Брео,Жан-Эрик Труба и Седрик Анже
- 2006 — Номинация на премию Европейской киноакадемии лучшей актрисе — Натали Бай[5][6]
- 2006 — Премия «Хрустальный глобус» (Франция):[7][8]
  - лучшая актриса — Натали Бай
  - номинация на лучший фильм — Ксавье Бовуа
- 2006 — Премия «Золотая звезда» (Париж) лучшей актрисе — Натали Бай[9]